# Dao Droste
Pour les articles homonymes, voir Droste.
Dao Droste est une peintre résidant en Allemagne depuis 1971, née à Saïgon en 1952.

## Biographie
Arrivée en 1971 en Allemagne, elle suit une formation de chimie à Stuttgart et à Heidelberg, puis elle s'oriente vers une formation de sculpture dans un atelier de céramique.
Elle ouvre ensuite sa propre galerie en 1987, à Eppelheim.
Ses travaux sont inspirés de la tradition orientale du yin et du yang.

## Sources
- Site officiel de Dao Droste